# Jacques Lacombe (1724-1811)
Pour les articles homonymes, voir Lacombe et Jacques Lacombe.
Jacques Lacombe (1724-1811) est un avocat et libraire français.

## Biographie
Né en 1724, Jacques Lacombe est le fils d'un épicier parisien. Après des études de Droit, il s'inscrit au barreau de Paris, mais se consacre surtout à la librairie et à la presse.
En 1752, il publie un Dictionnaire des Beaux-Arts qui aura un grand succès, fera l'objet de plusieurs rééditions et de traductions.
En 1760 il se lance dans l'édition de périodiques et devient en une dizaine d'années propriétaire d'une douzaine de journaux, parmi lesquels Le Mercure de France, qu'il rachète en 1768, après avoir fait partie de sa rédaction dès 1761. Il en confie la rédaction à plusieurs journalistes, dont La Harpe.
En 1766, il devient libraire (le terme actuel serait plutôt « éditeur »), diffuse des ouvrages à gros tirages, et ses propres œuvres, parmi lesquelles le Dictionnaire des anecdotes et la Poétique de M. de Voltaire. Lacombe met ses journaux et ses imprimeries au service des philosophes. Ses relations avec Voltaire sont particulièrement étroites : Voltaire le traite d'« ami, lui commande des livres et le félicite pour son rachat du Mercure. Il lui transmet des articles à publier, et la charge d'une réédition des Scythes pour laquelle il transmet de nombreuses corrections.
Il fut chargé, en tant que conseiller et imprimeur de Maximilien de Wittelsbach, de recueillir envois et abonnements pour la gazette des Deux-Ponts, créée en 1770. En 1773, Lacombe lance le Journal des causes célèbres, qui ne cessera sa publication qu'en 1789, après une centaine de numéros. Entre-temps, en 1778, il a fait faillite et vendu la plupart de ses actifs, dont Le Mercure, à Charles-Joseph Panckoucke, éditeur de l’Encyclopédie de Diderot et d’Alembert.
Il travaille désormais pour ce dernier, et rédige plusieurs volumes de l'Encyclopédie méthodique : Amusements des Sciences, Art aratoire, Chasse, Jeux, Pêche, Encyclopediana. Il collabore également aux huit volumes consacrés aux Arts et métiers mécaniques. Lacombe joue auprès de Panckoucke le même rôle que Jaucourt auprès de Diderot et de l'Encyclopédie : celui d'un homme à tout faire, à tout rédiger.